# Antoni Albin Kwiatkowski
Antoni Albin Kwiatkowski (ur. 1 marca 1880 w Toruniu-Podgórzu, zm. w listopadzie 1939 w Dolinie Śmierci, polski lekarz weterynarii, dyrektor Rzeźni Miejskiej w Bydgoszczy, działacz społeczny.

## Życiorys
Był synem Bolesława i Józefy z Wincińskich. Odbył studia w Berlinie, uzyskując dyplom lekarza weterynarii w 1907 (według Millaka w 1906). Przez kilkanaście lat prowadził wolną praktykę weterynaryjną w Koronowie. W 1919 uczestniczył w powstaniu wielkopolskim.
1 kwietnia 1921 objął funkcję dyrektora Rzeźni i Targowisk Miejskich w Bydgoszczy. Pod kierownictwem Kwiatkowskiego przez cały okres międzywojenny był to zakład rozwijający się, będący w stanie oprzeć się kryzysowi gospodarczemu; szczególną wagę przykładano w zakładzie do jakości i higieny produkcji. Renoma ta sprawiła, że rzeźni bydgoskiej powierzono organizację ogólnopolskich kursów higieny mięsa z udziałem weterynarzy.
Kwiatkowski, major rezerwy Wojska Polskiego, działał w bydgoskim zarządzie Ligi Obrony Powietrznej i Przeciwgazowej i od marca 1939 był jego wiceprezesem. Po wybuchu II wojny światowej 5 września 1939 stracił stanowisko dyrektora rzeźni, a pod koniec tego miesiąca został wraz z dwoma synami (Adamem i Tadeuszem) aresztowany przez gestapo. Prawdopodobnie wszyscy trzej zostali rozstrzelani w Dolinie Śmierci w listopadzie 1939.